# Selago variicalyx
Selago variicalyx är en flenörtsväxtart som beskrevs av O.M. Hilliard. Selago variicalyx ingår i släktet Selago och familjen flenörtsväxter. Inga underarter finns listade i Catalogue of Life.